# Direcció general del Tresor i Política Financera
La Direcció general del Tresor i Política Financera (fins 2018 Direcció general del Tresor) és un òrgan de gestió de la Secretaria General del Tresor i Finançament Internacional del Ministeri d'Economia i Empresa d'Espanya.

## Funcions
La Direcció general exerceix les funcions que l'encomana l'article 4 del Reial decret 531/2017:
- La gestió de la tresoreria del Tresor Públic, l'ordenació general de pagaments, la tramitació dels pagaments a l'exterior, l'encunyació de moneda, la gestió de les relacions financeres entre el Tresor Públic i l'Institut de Crèdit Oficial, la canalització dels pagaments de l'Administració General de l'Estat a la Unió Europea i de totes aquelles aportacions que la Unió Europea realitzi a les Administracions Públiques per finançar accions a Espanya, l'autorització i control dels comptes del Tresor públic i la direcció de la gestió recaptatòria dels recursos públics no tributaris ni duaners.
- La gestió i administració de la Caixa General de Dipòsits.
- La representació en el Subcomitè Europeu de Moneda i en els grups de treball que en depenguin.
- L'estudi, proposta i gestió de l'endeutament de l'Estat, així com de l'estructura i riscos financers de la cartera de deute de l'Estat, i la promoció de la distribució i liquiditat del deute de l'Estat.
- La gestió dels registres oficials d'institucions, entitats i mercats financers que li estigui encomanada.
- La representació de l'Administració General de l'Estat en els Comitès Tècnics de la Unió Europea, o d'altres organitzacions o conferències internacionals en matèria de gestió del Deute Públic.
- L'impuls i coordinació de les actuacions de promoció de l'educació i la capacitació financeres, així com de la representació espanyola a la Xarxa Internacional d'Educació Financera de l'Organització de Cooperació i Desenvolupament Econòmic (OCDE).
- La tramitació i gestió dels avals de l'Administració General de l'Estat. Quan li estiguin atribuïdes, l'autorització i coordinació de l'endeutament d'altres ens públics o amb garantia pública, l'autorització d'emissions de valors de les societats concessionàries d'autopistes, així com el seguiment d'altres garanties i riscos contingents de l'Administració General de l'Estat.
- Les funcions que siguin atribuïdes a la Secretaria General del Tresor i Finançament Internacional en relació amb l'endeutament i els mecanismes de finançament estatals de les comunitats autònomes i entitats locals, l'aplicació a aquestes de la normativa d'estabilitat pressupostària i la fixació del principi de prudència financera. Així mateix, li correspon el suport i assessorament tècnic quan sigui requerit pel Consell de Política Fiscal i Financera en el marc de les competències atribuïdes a la Secretaria General del Tresor i Finançament Internacional.
- L'assessorament, i autoritzacions si escau, en relació amb les inversions de fons, quan li sigui atribuït i, en particular, del Fons de Reserva de Riscos de la Internacionalització, del Fons per al finançament de les activitats del Pla General de Residus Radioactius, l'assessorament del Fons de Reserva de la Seguretat Social mitjançant la participació com a membre de la Comissió Assessora d'Inversions i del Comitè de Gestió, i la participació en la Comissió d'avaluació dels projectes de fons de titulització de préstecs a les PIMES (FTPYMES) i el seguiment dels FTPYMES.
- La representació permanent i la coordinació de la política del Regne d'Espanya en el Grup del Banc Europeu d'Inversions així com en els fons multidonants gestionats o cogestionats pel Grup del Banc Europeu d'Inversions.
- La gestió del Fons de Titulització del Dèficit del Sistema Elèctric i la participació en els seus òrgans rectors.
- L'estudi, proposta i gestió de les mesures de suport financer de caràcter excepcional que siguin adoptades, així com el seguiment de la política d'endeutament del FROB.
- El disseny, desenvolupament, contractació i gestió de les aplicacions informàtiques relacionades amb les funcions encomanades a la Secretaria General del Tresor i Finançament Internacional, així com les competències relatives a la gestió dels mitjans materials i pressupostaris assignats a la mateixa, sense perjudici de les funcions que corresponen a la Secretaria General d'Administració Digital i a la Direcció general de Racionalització i Centralització de la Contractació, a la Intervenció General de l'Administració de l'Estat en relació amb el sistema integrat d'informació comptable i, en tot cas, en coordinació amb la Sotsdirecció General de Tecnologies de la Informació i les Comunicacions de la Subsecretaria.
- La negociació, reestructuració, conversió i gestió, bilateral i multilateral, del deute extern que l'Estat espanyol ostenta com a creditor, així com la representació del Regne d'Espanya en el Club de París i la definició de la posició espanyola en matèria de deute extern.
- L'anàlisi i valoració de les condicions financeres i garanties del finançament reemborsable atorgat pel Regne d'Espanya, en particular, amb càrrec al Fons per a la Internacionalització de l'Empresa (FIEM), al Fons per a les Inversions a l'Exterior (FIEX), al Fons per a les Inversions a l'Exterior de la Petita i Mitja Empresa (FONPYME) i al Fons per a la Promoció del Desenvolupament (FONPRODE), per garantir la seva coherència amb la política de gestió del deute extern.
- L'elaboració i la coordinació de les posicions del departament en relació amb la política de finançament extern de la Unió Europea, la representació del Regne d'Espanya en fons multidonants d'inversió dins d'aquest marc, la representació amb caràcter titular en les instàncies en el marc de la Convenció de Cotonou, que regula les relacions financeres entre la Unió Europea i els països ACP (Àfrica, Carib i Pacífic).

## Estructura
De la Direcció general depenen els següents òrgans:
- Subdirecció General del Tresor.
- Subdirecció General de Finançament i Gestió del Deute Públic.
- Subdirecció General de Coordinació d'Emissors Públics.
- Subdirecció General d'Informàtica i de Gestió.
- Subdirecció General d'Economia i Finançament Internacional.

## Titulars
- Pablo de Ramón-Laca (2020-)
- Elena Aparici Vázquez de Parga (2018-2020)
- Carlos San Basilio Pardo (2016-2018)
- José María Fernández Rodríguez (2014-2016)
- Soledad Núñez Ramos (2005-2011)
- Belén Romana García (2003-2005)
- Gloria Hernández García (1999-2003)
- Jaime Caruana Lacorte (1996-1999)
- Manuel Conthe Gutiérrez (1988-1995)
- Pedro Martínez Méndez (1986-1988)
- José María García Alonso (1985-1986)
- Raimundo Ortega Fernández (1982-1985)
- Juan Aracil Martín (1980-1982)
- Juan Viñas Peya (1979-1980)
- Miguel Martín Fernández (1978-1979)
- Rafael Gimeno de la Peña (1976-1978)